# Myadora striata
Myadora striata är en musselart som först beskrevs av Jean René Constant Quoy och Joseph Paul Gaimard 1835.  Myadora striata ingår i släktet Myadora och familjen Myochamidae. Inga underarter finns listade i Catalogue of Life.